# Marcin Załuski (1655–1709)
Marcin Załuski (ur. 10 listopada 1655, zm. 8 kwietnia 1709) – polski duchowny rzymskokatolicki, biskup pomocniczy płocki.

## Życiorys
13 sierpnia 1696 papież Innocenty XII prekonizował go biskupem pomocniczym diecezji płockiej oraz biskupem in partibus infidelium rosmeńskim. 30 września 1696 przyjął sakrę biskupią z rąk biskupa płockiego Andrzeja Chryzostoma Załuskiego. Współkonsekratorami byli biskup wendeński Mikołaj Popławski oraz biskup pomocniczy gnieźnieński Konstanty Józef Zieliński. 